# Альфред Гиден
Альфред Гиден (нім. Alfred Hyden; 17 липня 1894, Айзенштадт — 4 квітня 1991, Відень) — австро-угорський, австрійський і німецький офіцер, генерал-майор вермахту.

## Біографія
18 серпня 1912 року вступив в австро-угорську армію. Учасник Першої світової війни, служив в піхоті. Після війни продовжив службу в австрійській армії. З 1 квітня 1922 року служив в штабі 1-го альпійського єгерського полку, з 1 серпня 1928 року — командир роти свого полку. Після аншлюсу 15 березня 1938 року автоматично перейшов у вермахт. З 25 червня 1938 року — штабний офіцер для особливих доручень в штабі 13-го піхотного полку. З 1 серпня 1938 року служив в штабі 2-го батальйону 131-го піхотного полку, з 10 листопада 1938 року — 29-го піхотного полку.
З травня 1939 року — командир допоміжного батальйону 9-го піхотного полку, з 26 серпня 1939 року — 3-го батальйону 418-го піхотного полку, з 15 листопада 1940 по 30 листопада 1942 року — 680-го піхотного полку. 15 лютого 1943 року відряджений в 7-ме вище військове командування. З 1 червня 1943 року — командир 370-го гренадерського запасного навчального полку, з 16 січня 1945 року — піхотного полку «Гнайзенау». З 2 лютого — бойовий комендант Одерберга. 10 лютого відряджений в групу армій «B». З 27 лютого — командир зброярського училища групи армій «E». 9 травня 1945 року взятий в полон. 24 травня 1946 року звільнений. 

## Звання
- Фенріх (18 серпня 1912)
- Лейтенант (1 травня 1914)
- Оберлейтенант (1 липня 1915)
- Гауптман (1 січня 1921)
- Майор (18 січня 1930)
- Оберстлейтенант (20 квітня 1939)
- Оберст (1 лютого 1941)
- Генерал-майор (30 січня 1945)

## Нагороди
- Срібна і бронзова медаль «За військові заслуги» (Австро-Угорщина) з мечами
- Хрест «За військові заслуги» (Австро-Угорщина) 3-го класу з військовою відзнакою і мечами
- Військовий Хрест Карла
- Залізний хрест 2-го класу
- Медаль «За поранення» (Австро-Угорщина) з однією смугою
- Пам'ятна військова медаль (Австрія) з мечами
- Золотий знак «За заслуги перед Австрійською Республікою»
- Хрест «За вислугу років» (Австрія) 2-го класу для офіцерів (25 років)
- Почесний хрест ветерана війни з мечами
- Медаль «За вислугу років у Вермахті» 4-го, 3-го, 2-го і 1-го класу (25 років)
- Нагрудний знак «За поранення» в чорному — заміна австро-угорської медалі «За поранення».